# Azhikode South
Azhikode South es una ciudad censal situada en el distrito de Kannur en el estado de Kerala (India). Su población es de 25195 habitantes (2011). Se encuentra a 3 km de Kannur y a 93 km de Kozhikode.

## Demografía
Según el censo de 2011 la población de Azhikode South era de 25195 habitantes, de los cuales 11369 eran hombres y 13826 eran mujeres. Azhikode South tiene una tasa media de alfabetización del 97,41%, superior a la media estatal del 94%: la alfabetización masculina es del 98,70%, y la alfabetización femenina del 96,37%.